# Фресінет (Бузеу)
Фресінет (рум. Frăsinet) — село у повіті Бузеу в Румунії. Входить до складу комуни Калвінь.
Село розташоване на відстані 90 км на північ від Бухареста, 42 км на захід від Бузеу, 137 км на захід від Галаца, 70 км на південний схід від Брашова.

## Населення
За даними перепису населення 2002 року у селі проживали 147 осіб, усі — румуни. Усі жителі села рідною мовою назвали румунську.